# Rasmus Falk
Rasmus Falk, de son nom complet Rasmus Falk Jensen, né  le 15 janvier 1992 à Middelfart au Danemark, est un footballeur danois évoluant au poste de milieu offensif ou d'ailier à l'Odense BK.

## Biographie

### En club
Né à Middelfart au Danemark, Rasmus Falk commence le football dans le club local du Middelfart G&BK avant d'être formé par l'Odense Boldklub où il commence sa carrière professionnelle dans le championnat du Danemark. Il joue avec cette équipe de 2010 à 2016. Avec l'Odense Boldklub, il participe aux tours préliminaires de la Ligue des champions, et à la Ligue Europa. En Ligue Europa, il inscrit deux buts en phase de groupe, contre le club polonais du Wisła Cracovie.
Il rejoint le FC Copenhague lors de l'été 2016. Avec cette équipe, il inscrit deux buts lors des tours préliminaires de la Ligue des champions en juillet 2016, contre le club nord-irlandais de Crusaders. Il découvre ensuite quelques semaines plus tard la phase de groupe de la Ligue des champions (six matchs joués, avec deux victoires, trois nuls et une défaite).
En 2020, il atteint avec le FC Copenhague les quarts de finale de la Ligue Europa. Il marque un but en huitièmes contre l'İstanbul Başakşehir.
Le 12 décembre 2020, Rasmus Falk prolonge son contrat avec le FC Copenhague jusqu'en juin 2025.
Rasmus Falk entame la saison 2021-2022 en délivrant deux passes décisives lors de la première journée de championnat, le 18 juillet 2021, contre l'Aalborg BK. Ce qui ne permet toutefois pas à son équipe de s'imposer (2-2 score final). Blessé aux ischio-jambiers à la fin du mois d'août 2021, il est écarté des terrains pour plusieurs mois avant de faire véritablement son retour en janvier 2022. Falk retrouve alors son meilleur niveau et s'impose comme l'un leaders de l'équipe en l'absence de Zeca, l'habituel capitaine, et est positionné plus en retrait par son entraîneur Jess Thorup. Falk participe cette saison-là au sacre du FC Copenhague, champion du Danemark pour la quatorzième fois de son histoire.
Falk est sacré champion du Danemark une quatrième fois pour sa participation à la saison 2022-2023, le FC Copenhague glanant le quinzième titre de son histoire,.
Il obtient le cinquième titre de champion du Danemark de sa carrière en participant au seizième sacre du FC Copenhague lors de la saison 2024-2025. Il remporte ensuite la coupe du Danemark, en entrant en jeu à la place de Lukas Lerager le 29 mai 2025, lors de la finale qui oppose son équipe au Silkeborg IF (victoire 3-0 de Copenhague),.
Le 2 juillet 2025, Rasmus Falk fait son retour dans le club de ses débuts, l'Odense BK, qui vient juste d'être promu en première division. Il signe un contrat de trois ans, soit jusqu'en juin 2028.

### En équipe nationale
Rasmus Falk représente l'équipe du Danemark des moins de 19 ans de 2010 à 2011. Au total il joue quatre matchs avec cette sélection.
Il participe avec les espoirs au championnat d'Europe espoirs 2015 organisé en République tchèque. Lors de cette compétition, il joue trois matchs, inscrivant un but contre la Serbie. Le Danemark atteint les quarts de finale du tournoi, en étant battu par la Suède.
Il joue son premier match international avec l'équipe du Danemark le 6 septembre 2013, contre Malte, dans le cadre des éliminatoires du mondial 2014.

## Vie privée
Rasmus Falk est marié à Jacqueline Østergaard depuis le début du mois de juin 2022.

## Palmarès

### En club
Odense Boldklub
- Championnat du Danemark :
  - Vice-champion : 2010 et 2011.

 FC Copenhague
- Championnat du Danemark (5) :
  - Champion : 2017, 2019, 2022, 2023 et 2025.
  - Vice-champion : 2020.
- Coupe du Danemark (3) :
  - Vainqueur : 2016-2017, 2022-2023 et 2024-2025.